# VINAI
Pour les articles homonymes, voir Vinai.
VINAI est un groupe de musique électronique italien composé des producteurs Andrea et Alessandro Vinai. En tant que duo, ils ont composé des morceaux orientés EDM comme Louder et How We Party. DJ Mag les classe dans la catégorie « hardstyle », malgré le fait qu'ils produisent de la Melbourne bounce. En 2014, VINAI rentre à la 62e place du DJ Mag Top 100, progresse jusqu'à la 43e place en 2015, la 37e place en 2016, la 32e place en 2017 puis est actuellement classé à la 26e place en 2018.

## Biographie
Alessandro et Andrea Vinai sont des producteurs de musique électronique nés en 1990 et 1994, respectivement. D'abord en solo, les deux frères fondent leur groupe en 2011.
En 2013, ils signent au label Time Records pour la publication de leur chanson Hands Up, qui sera jouée et soutenue par des artistes comme Tiësto, Showtek, DVBBS, Deorro, Quintino, Deniz Koyu, et Danny Avila. VINAI collabore avec Error404 pour une chanson intitulée Bullet. Ils collaborent également avec Prezioso pour produire Reset, et Micha Moor pour la chanson CORE.
En 2014, les VINAI intègrent le label Spinnin' Records et composent avec le duo canadien DVBBS le titre Raveology, qui est ensuite joué à la radio par des DJs influents tels Hardwell, David Guetta, Dimitri Vegas & Like Mike, Diplo, Afrojack, Showtek, W&W, Martin Garrix, Sander Van Doorn, R3hab, NERVO et Ummet Ozcan. La version intégrale de Raveology atteint la première place des ventes sur la plateforme Beatport.
VINAI publie ensuite avec TJR l'hymne Bounce Generation, joué lors de la WMC (Winter Music Conference) de Miami et à l'Ultra Music Festival 2014, qui atteint par la suite la 1re place du classement général des ventes sur Beatport.
Souvent raillés pour les répétitions sonores au sein de leurs morceaux, ils enchaînent malgré tout les succès sur Spinnin' Records en 2015, notamment avec Louder (en collaboration avec Dimitri Vegas & Like Mike) ou Legend, ainsi qu'avec leur remix de What I Did For Love pour David Guetta.

## Discographie

### Singles
- 2012 : Take Me Away (sous le nom d'Alessandro Vinai & Andrea Vinai)
- 2013 : Bad Boys (vs. Alex Gray)
- 2013 : Hands Up
- 2013 : Reset (avec Prezioso)
- 2013 : Pullover (vs. Dr. Space)
- 2013 : Bullet (vs. Error404)
- 2013 : Core (avec Micha Moor)
- 2014 : Raveology (avec DVBBS)
- 2014 : Bounce Generation (avec TJR)
- 2014 : How We Party (avec R3hab)
- 2015 : Louder (vs. Dimitri Vegas & Like Mike)
- 2015 : Legend
- 2015 : The Wave (feat. Harrison)
- 2015 : Frontier (avec SCNDL)
- 2015 : Techno
- 2015 : Get Ready Now
- 2016 : Sit Down (avec Harrison)
- 2016 : Lit (avec Olly James)
- 2016 : Into the Fire (feat. Anjulie)
- 2016 : Stand By Me (avec Streex feat. Micky Blue)
- 2017 : Our Style
- 2017 : Where The Water Ends (avec Anjulie)
- 2017 : Two Of Us (avec Inquisitive feat. Abbey & Ronin)
- 2017 : Time for The Techno (vs. Carnage)
- 2017 : Take My Breath Away (avec 22Bullets feat. Donna Lugassi)
- 2017 : Parade
- 2018 : Everything I Need (avec Redfoo)
- 2018 : Out Of This Town (avec Hardwell feat. Cam Meekins)
- 2019 : Wild (feat. Fatman Scoop)
- 2019 : Break the Beats (feat. Harris & Ford)
- 2019 : How I Like It
- 2020 : Rise Up (feat. VAMERO)
- 2020 : On N On (feat. Leony)
- 2020 : Up All Night (feat. Afrojack)
- 2020 : I Was Made (feat. Le Pedre)

### Remixes
- 2012 : Nicki Minaj - Pound The Alarm
- 2012 : LMFAO - Sexy and I Know It
- 2012 : DJ Samuel Kimk - Te Quiero Mi Amor
- 2012 : Desaparecidos - Me Gusta
- 2013 : J. Nice & Frank Tedesco feat. Lil'Lee - Rain on My Shoulder (Alessandro Vinai Remix)
- 2013 : Besford feat. Manu LJ - RocknnRolla
- 2014 : DJ Kuba & NE!TAN - Sasha Gray
- 2014 : Niels van Gogh feat. Princess Superstar - Miami
- 2014 : DJ Kuba & NE!TAN vs. Cherry feat. Jonny Rose - Escape With Me
- 2014 : Joel Fletcher & Seany B - Loco
- 2014 : Kid Massive & Databoy - Horizon
- 2014 : Micha Moor - Space
- 2014 : R3hab feat. Eva Simons - Unstoppable
- 2014 : R3hab & Trevor Guthrie - Soundwave
- 2015 : David Guetta feat. Emeli Sandé - What I Did For Love
- 2015 : Dimitri Vegas & Like Mike vs. Tujamo & Felguk - Nova
- 2015 : Steve Aoki - Neon Future
- 2016 : Redfoo - Keep Shining
- 2017 : Redfoo - Brand New Day
- 2017 : The Chainsmokers - Paris